# Емі Даймонд
 Емі Даймонд  (швед. Amy Diamond), справжнє ім'я якої  Amy Linnéa Deasismont ; нар. 15 квітня 1992 року в Норрчепінзі, Швеція — шведська співачка й акторка. Здобула популярність на початку 2005 року у віці дванадцяти років з піснею «What's in It for Me», яка стала хітом в Скандинавії в 2005 році й залишалася в чартах протягом чотирьох місяців.

## Дискографія

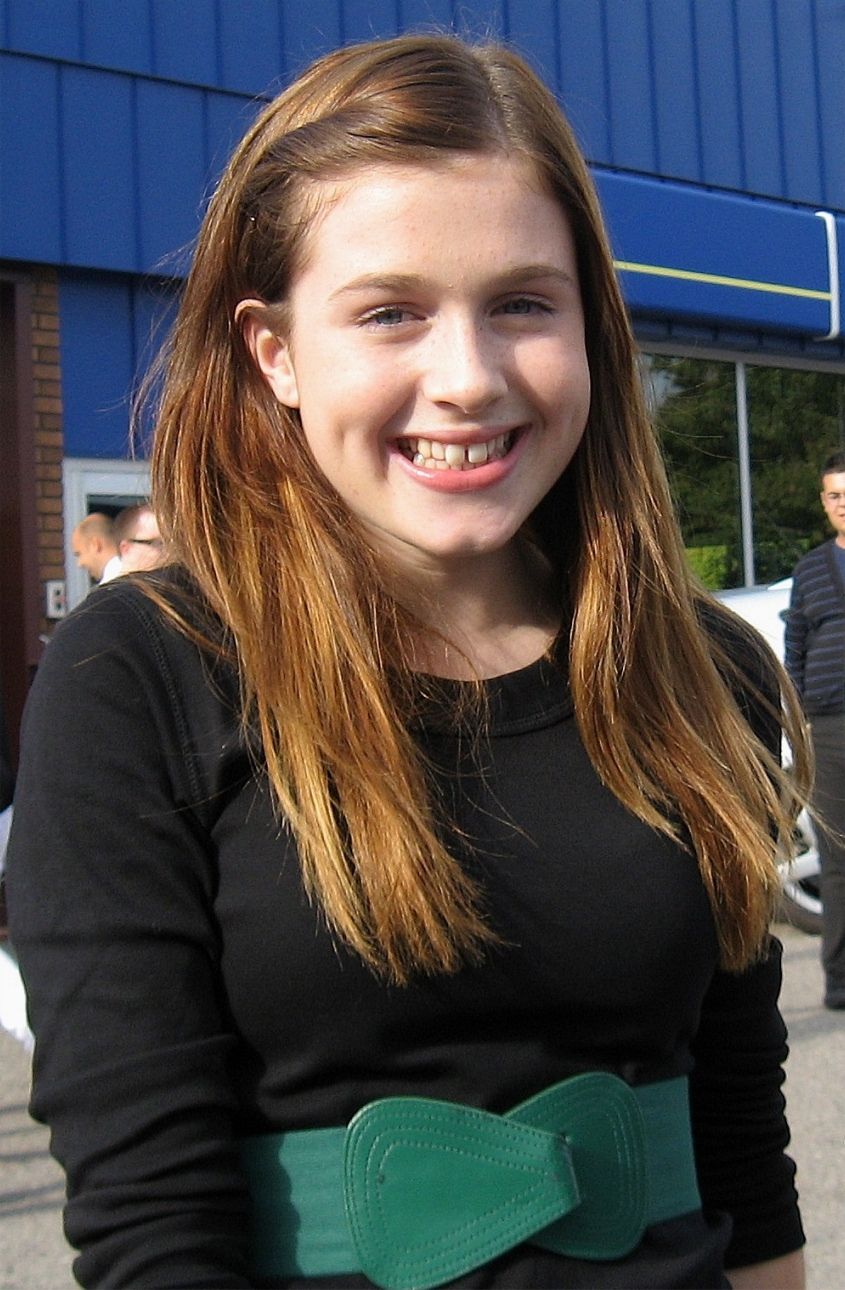
Емі Даймонд у вересні 2008 року

### Альбоми
- 2005: This Is Me Now
- 2006: Still Me Still Now
- 2007: Music In Motion
- 2008: Music in motion (Gold Edition)
- 2008: En Helt Ny Jul
- 2009: Swings And Roundabouts
- 2010: Amy Diamond: Greatest Hits

## Фільмографія
- 2003: De Drabbade[1] (невелика роль)
- 2006: Lassemajas Detektivbyrå[2] (другорядна роль)
- 2010: Prinsessan Lillifee[3] (озвучування, головна роль)
- 2012: Prinsessan Lillifee 2: Den Lilla Enhörningen[4] (озвучування, головна роль)
- 2012: Modig[5] (озвучення, головна роль)
- 2013: Liv & Maddie (озвучування, головна роль)
- 2015: Min Lilla Syster[6] (другорядна роль)
- 2016: Biet Maya[7](озвучування, головна роль)